# متغیر (ریاضیات)

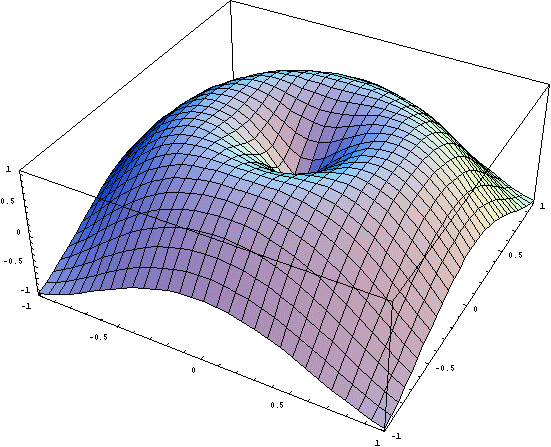
کمیت یک مختصات معادلات هندسه دیفرانسیل به روش متغیر

متغیر (به انگلیسی: variable) در ریاضیات نماد و ظرفی برای یک عبارت یا (به‌طور تاریخی) کمیت است، که به صورت یک شیء اختیاری یا نامعین تغییر می‌کند. متغیر می‌تواند نمایش‌دهنده یک عدد، بردار، ماتریس، تابع، شناسه یک تابع، مجموعه، یا عنصری از یک مجموعه باشد.
متغیرها نقشی عمده و بنیادین در مسیر کاهش و مدیریت پیچیدگی در بسیاری از زمینه‌های گوناگون علمی نظیر ریاضیات، آمار و احتمالات، علوم کامپیوتر، علوم وب، و علوم محاسباتی بر عهده دارند. در مقایسه یا مفاهیم ثابت منطق متغیرها به تنهایی بی معنا می‌باشند.

## صوری‌سازی
مقالهٔ اصلی: صوری‌سازی
متغیرها درست شبیه ظرف‌هایی عمل می‌کنند که آن‌ها را به منظور صوری کردن مفاهیم و عملکردها به کار می‌بریم. به واقع، صوری کردن را می‌شود نقطه شروع و آغاز ماشینی کردن دانست.
مثال‌ها:
- به جای مفاهیم متغیر آب، چای، شیر، قهوه، و آب‌میوه می‌توانیم فرم و صورت عمومی نوشیدنی را قرار دهیم. به زبان صوری، نوشیدنی متغیری‌ست که مقادیر آب، چای، شیر، قهوه، و آب‌میوه را در خود می‌پذیرد.
- به جای مفاهیم متغیر گرگ، میش، مرغ، ماهی، سگ، و گربه می‌توانیم فرم و صورت عمومی حیوان را قرار دهیم. به زبان صوری، حیوان متغیری‌ست که مقادیر گرگ، میش، مرغ، ماهی، سگ، و گربه را در خود قبول می‌کند.
- نامی مثل علی را در نظر بگیریم. اسم علی به عنوان ظرفی با محتوای علی واقعی و متغیر، خود عوض نمی‌شود، فقط، در درون آن ظرف، مقدار علی از کودک به نوجوان، جوان، میان سال، و کهن‌سال، تغییر پیدا می‌کند. تنها فرم یا صورت (ظرف) علی در این میان تغییر نکرده‌است.

تا به همین‌جا، باید مشخص شده باشد که در فرایند تجزیه و تحلیل واژه متغیرها با مفهوم و ابزاری پرکار برد، مقیاس پذیر و همه جا گیرروبرو هستیم. خوب که بیندیشیم، سر و کار متغیرها با همه امور و اشیایی ست که دستخوش تغییرات می‌شود و این معادل همه جهان است و هرآن چیزی که در آن است.

## ریاضیات
متغیرها در زیر شاخه‌های مختلف ریاضیات همچون جبر آمار و احتمالات ریاضیات گسسته برای عمومیت دادن (صوری کردن) به مفاهیم گوناگون مورد استفاده واقع می‌شوند.

### جبر
ظرفی می‌ماند که
اسم: x
جنس (نوع): عدد صحیح
مقدار: ۲
از ۳ مؤلفه بالا x ثابت است
جنس ثابت است
مقدار است که تغییر می‌کند نکته مهم
پس x هر مقداری می‌تواند باشد. مثل نشانگری که به نقطه مقدار نشانه می‌رود که تغییر می‌کند.
متغیر در ریاضی نمادی است که نشان‌دهنده کمیت یا مقدار یا ارزشی است. نماد متغیرها را معمولاً از حروف الفبای لاتین انتخاب می‌کنند ولی از الفبای دیگر خطوط مثل خط یونانی و خط عبری هم استفاده شده‌است. مشهورترین و رایج‌ترین نماد متغیرهای ریاضی {\displaystyle x} است. در متن‌های ریاضی قدیم عربی مثل کتاب الجبر و المقابله که استفاده از نمادها رایج نبود برای نشان دادن متغیری که امروزه با {\displaystyle x} نمایش داده می‌شود کلمه شیء را به‌کار می‌بردند.

### متغیر در آمار و احتمالات
مقالهٔ اصلی: آمار و احتمالات
در آمار متغیر به ویژگی‌ای گفته می‌شود که میان تعدادی از افراد، اشیاء، گروه‌ها، حوادث و غیره مشترک و قدر و ارزش آن میان افراد مختلف متفاوت (مثلاً مثبت یا منفی) است. متغیر مفهومی است که ارزش آن در نمونه‌ها و موارد مختلف تغییر می‌کند. (مفاهیم اساسی جامعه‌شناسی، حمید عضدانلو)
تعریف‌ها
- متغیر وابسته و مستقل
- متغیر گسسته (Discrete variable)، متغیری است که فقط مجموعه‌ای از ارزشهای معین به آن اختصاص داده می‌شود به عنوان مثال تعداد دانشجویان یک کلاس یا تعداد اعضای یک خانواده. در متغیر گسسته، ارزشهای موجود بین دو مقدار یا دو ارزش، دارای معنی و مفهوم نیست.
- متغیر پیوسته (Continuose variable)، متغیری است که هر ارزش یا مقدار (اعشاری، کسری) را می‌توان به آن اختصاص داد و هر عددی که بین دو واحد آن انتخاب شود دارای معنی و مفهوم است. مانند سن، قد، وزن و نمره‌های پیشرفت تحصیلی.[۲]
- متغیر کنترل

## علوم کامپیوتر
مقالهٔ اصلی: علوم کامپیوتر

### مهندسی نرم‌افزار
مقالهٔ اصلی: مهندسی نرم‌افزار

### مهندسی دانش
مقالهٔ اصلی: مهندسی دانش
در مهندسی دانش مفهوم متغیر کاربردهایی تازه و بازهم وسیع‌تر و عمیق‌تر نسبت به مهندسی نرم‌افزار پیدا می‌کند. این بار مفاهیمی هم چون دانشگاه، بیمارستان، صنعت مخابرات، رشته شیمی، و رشته زمین‌شناسی را می‌توانیم با استفاده از وجودشناسی‌های آن‌ها مدل نموده و آن‌ها را در راستای ماشینی کردن‌دانش به خدمت درآوریم.

## سازه و شاخص
برخی متغیرهای چندوجهی که مرکب از چندین متغیر ساده‌تر هستند مانند سرمایه فرهنگی سازه (construct) نامیده می‌شود. سازه‌ها مستقیماً قابل اندازه‌گیری نیستند و هر سازه متشکل از چند «بعد» (dimention) می‌باشد، که برای اندازه‌گیری آن باید تمام ابعاد را سنجید. هر بعد توسط متغیرهای جزئی تری که شاخص (indicator) نامیده می‌شود، اندازه‌گیری می‌شود. شاخص‌ها مستقیماً قابل سنجش هستند. پس از اندازه‌گیری شاخص‌ها، آنها را به روش‌های ریاضی همتزار می‌کنند تا جمع پذیر شوند و بتوان به صورت عددی واحد که شاخص ترکیبی (index) نامیده می‌شود، نشان داد. همچنین برای دستیابی به شاخص ترکیبی با استفاده از فرمول ریاضی به متغیرها وزن دهی می‌شود. عملاً، آنچه بیش از مقدار شاخص‌های ترکیبی اهمیت دارد، رتبه‌بندی آنهاست؛ یعنی کدام پدیده وضعیت بهتری را از جهت شاخص ترکیبی داراست، مثلاً کدام کشور شاخص توسعه انسانی بالاتری دارد.